# ATP Challenger Parioli
Das ATP Challenger Parioli (offiziell: Parioli Challenger) war ein Tennisturnier, das von 1979 bis 1993 jährlich in Parioli, einem Stadtteil von Rom, stattfand. Es gehörte zur ATP Challenger Tour und wurde im Freien auf Sand gespielt. Simone Colombo ist mit drei Titeln, davon zwei im Doppel, der Rekordsieger des Turniers.

## Liste der Sieger

### Einzel
| Jahr | Sieger                  | Finalgegner            | Ergebnis      |
| ---- | ----------------------- | ---------------------- | ------------- |
| 1993 | Vincenzo Santopadre     | Massimo Valeri         | 7:6, 3:6, 6:4 |
| 1992 | Franco Davín            | Francisco Roig         | 6:1, 6:4      |
| 1991 | Stefano Pescosolido (2) | Bart Wuyts             | 6:3, 6:4      |
| 1990 | Fernando Luna           | Magnus Larsson         | 6:3, 4:6, 6:4 |
| 1989 | Stefano Pescosolido (1) | Oliver Fuchs           | 6:1, 6:2      |
| 1988 | Massimo Cierro          | Thomas Haldin          | 6:1, 6:1      |
| 1987 | Carlos di Laura         | Guillermo Pérez Roldán | 6:3, 6:2      |
| 1986 | Simone Colombo          | Jörgen Windahl         | 6:4, 6:2      |
| 1985 | Guillermo Rivas         | Simone Colombo         | 7:6, 1:6, 7:6 |
| 1984 | John Frawley            | Francisco Yunis        | 6:4, 7:5      |
| 1983 | Jimmy Brown             | Corrado Barazzutti     | 6:1, 6:2      |
| 1982 | Corrado Barazzutti (2)  | Alejandro Ganzábal     | 6:3, 2:6, 6:1 |
| 1981 | Alejandro Pierola       | Corrado Barazzutti     | 6:4, 3:6, 6:4 |
| 1980 | Corrado Barazzutti (1)  | Dominique Bedel        | 1:6, 6:3, 6:2 |
| 1979 | Dominique Bedel         | Corrado Barazzutti     | 6:4, 7:5      |

### Doppel
| Jahr | Sieger                                 | Finalgegner                          | Ergebnis      |
| ---- | -------------------------------------- | ------------------------------------ | ------------- |
| 1993 | Cristian Brandi Federico Mordegan      | Sean Cole Jon Ireland                | 6:3, 7:5      |
| 1992 | Shelby Cannon Greg Van Emburgh         | Luis Lobo Daniel Orsanic             | 7:6, 6:4      |
| 1991 | Marcos Aurelio Górriz Andrei Olchowski | Martin Damm David Rikl               | 7:5, 2:6, 6:2 |
| 1990 | Branislav Stankovič Richard Vogel      | Nicola Bruno Stefano Pescosolido     | 7:5, 6:3      |
| 1989 | Massimo Cierro Alessandro De Minicis   | Enrico Cocchi Francesco Pisilli      | 6:4, 6:1      |
| 1988 | Andreas Lesch Torben Theine            | Massimo Cierro Alessandro De Minicis | 6:3, 6:1      |
| 1987 | Mark Basham Brett Buffington           | Massimo Cierro Alessandro De Minicis | 4:6, 6:2, 6:1 |
| 1986 | Paolo Canè Simone Colombo (2)          | Stephan Medem Dominik Utzinger       | 6:1, 6:4      |
| 1985 | Claudio Mezzadri Patrizio Parrini      | Paolo Canè Simone Colombo            | 6:4, 3:6, 6:4 |
| 1984 | Simone Colombo (1) Gianni Ocleppo      | John Frawley Michiel Schapers        | 4:6, 6:4, 6:3 |
| 1983 | Givaldo Barbosa Ney Keller             | Gianni Marchetti Enzo Vattuone       | 6:3, 6:2      |
| 1982 | Iván Camus Gabriel Urpí                | Guillermo Aubone Fernando Maynetto   | 3:6, 6:4, 6:3 |
| 1981 | Henri Leconte Gilles Moretton          | Florin Segărceanu Ben Testerman      | 6:4, 6:3      |
| 1980 | Klaus Eberhard Ulrich Marten           | Karl Meiler Werner Zirngibl          | 3:6, 6:3, 7:5 |
| 1979 | Phil Dent Dick Crealy                  | Syd Ball Kim Warwick                 | 6:3, 3:6, 7:6 |